# Station Słonice
Station Słonice is een spoorwegstation in de Poolse plaats Słonice.